# Evangelische Kirche (Michelfeld)

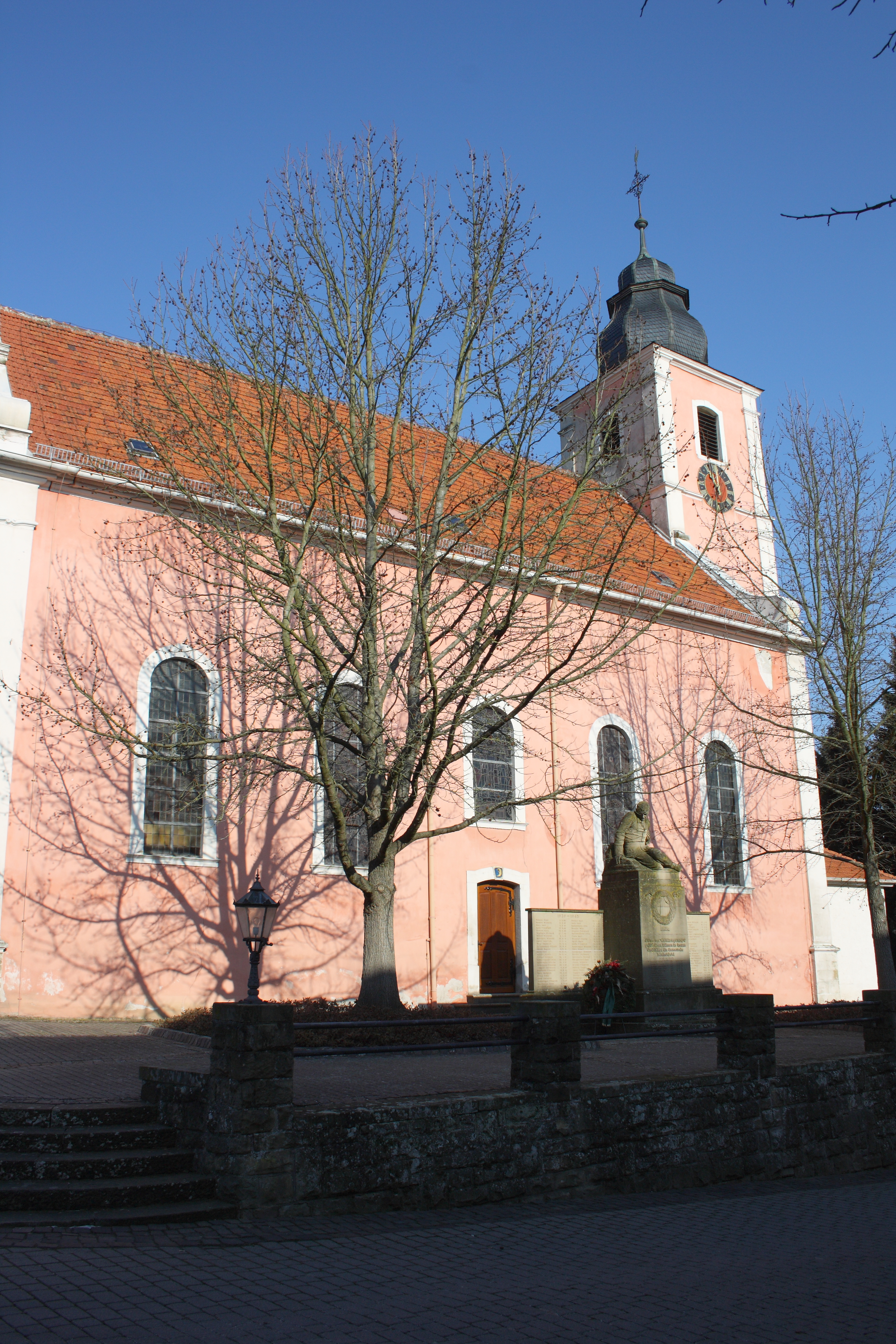
Evangelische Kirche in Michelfeld

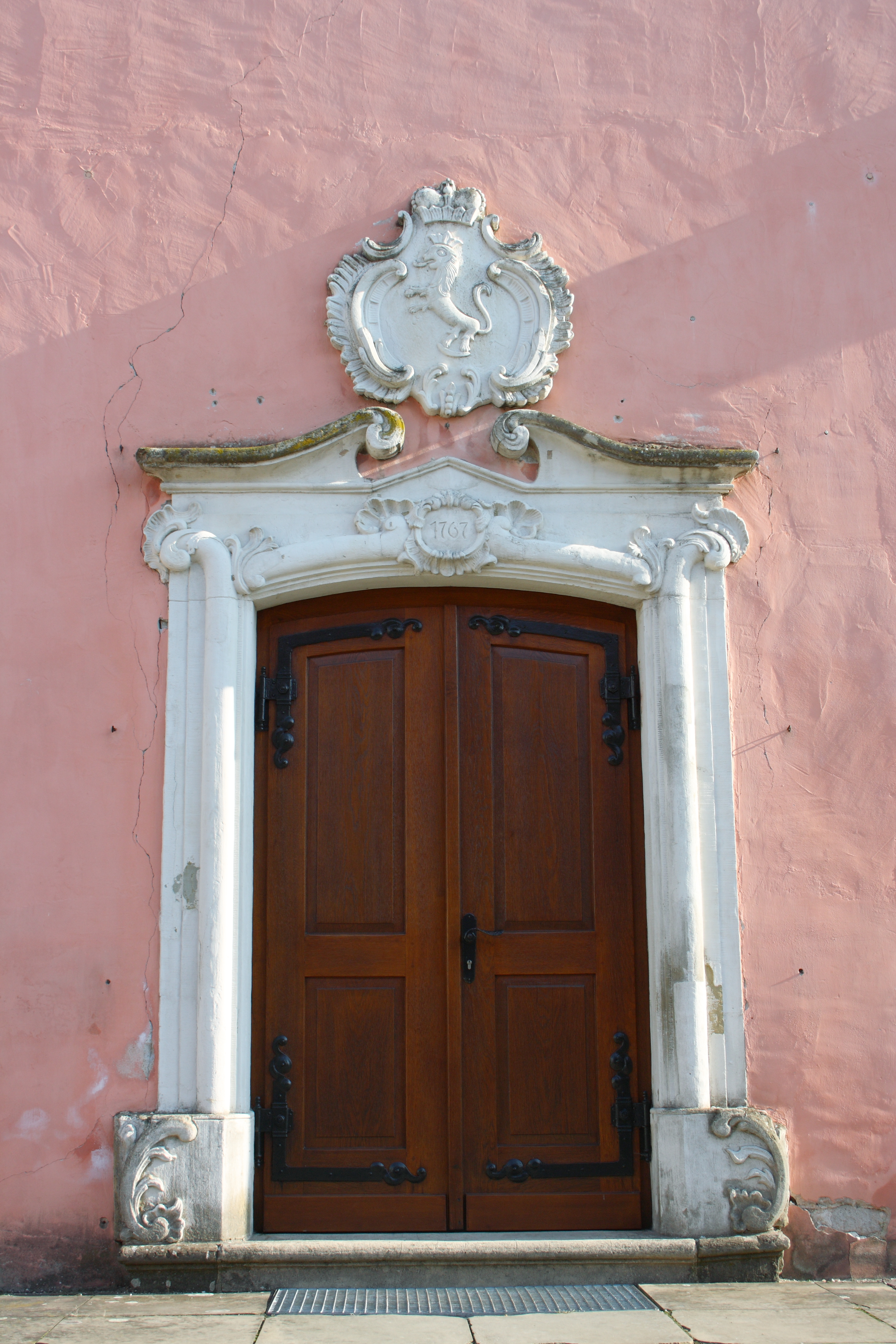
Portal der Kirche

Die Evangelische Kirche in Michelfeld, einem Ortsteil der Gemeinde Angelbachtal im Rhein-Neckar-Kreis im nördlichen Baden-Württemberg, wurde ab 1767 errichtet. Das Gebäude ist ein geschütztes Baudenkmal.

## Beschreibung
Die evangelische Kirche an der Oberen Kirchgasse wurde ab 1767 als Nachfolgebau einer baufällig gewordenen Vorgängerkirche im Stil des Barock errichtet. Am Portal, bezeichnet mit 1767, befindet sich das hessische Wappen und am Turm das Wappen der Herren von Gemmingen, die für den Turm baupflichtig waren. Die Kanzel, die Orgel und die Bilder der zwölf Apostel stammen noch aus dem 18. Jahrhundert.

## Orgel
Die Orgel wurde 1972 von dem Orgelbauer Muhleisen erbaut. Das Orgelgehäuse stammt von einer Orgel des Orgelbauers Dickel aus dem Jahre 1788. Das Schleifladen-Instrument hat 23 Register auf zwei Manualen und Pedal. Die Spieltrakturen sind mechanisch, die Registertrakturen sind elektrisch.
| I Rückpositiv C– |            |        |
| 1.               | Gedeckt    | 8′     |
| 2.               | Principal  | 4′     |
| 3.               | Rohrflöte  | 4′     |
| 4.               | Quinte     | 2 ⁄3′  |
| 5.               | Octave     | 2′     |
| 6.               | Terz       | 1 3⁄5′ |
| 7.               | Scharff IV | 2⁄3′   |
| 8.               | Krummhorn  | 8′     |
|                  | Tremulant  |        |

| II Hauptwerk C– |             |    |
| 9.              | Principal   | 8′ |
| 10.             | Rohrflöte   | 8′ |
| 11.             | Octave      | 4′ |
| 12.             | Gemshorn    | 4′ |
| 13.             | Superoctave | 2′ |
| 14.             | Mixtur V    | 1′ |
| 15.             | Cornet II-V |    |
| 16.             | Trompete    | 8′ |

| Pedalwerk C– |               |       |
| 17.          | Subbaß        | 16′   |
| 18.          | Octavbaß      | 8′    |
| 19.          | Gedecktpommer | 8′    |
| 20.          | Choralbaß     | 4′    |
| 21.          | Hintersatz IV | 2 ⁄3′ |
| 22.          | Fagott        | 16′   |
| 23.          | Schalmey      | 4′    |

- Koppeln: I/II, I/P, II/P.